# No Time to Die (canción)
«No Time to Die» —en español: «No hay tiempo para morir»— es una canción de la cantante estadounidense Billie Eilish. Es la canción principal de la película de James Bond que lleva el mismo nombre. Se lanzó a través de Darkroom e Interscope Records el 13 de febrero de 2020. La canción fue escrita por Eilish y su hermano Finneas O'Connell. A sus 18 años, Eilish es la artista más joven en la historia en escribir y grabar una canción de James Bond.
Debutó en la cima de la lista de sencillos de Irlanda y Reino Unido. Se convirtió en el primer sencillo número uno de Eilish en el Reino Unido y la convirtió en la primera artista nacida en el siglo XXI en encabezar la lista. Además, la canción se convirtió en el primer tema de James Bond de una artista femenina en encabezar la lista del Reino Unido, así como solo la segunda canción de Bond que encabezó esa lista. En Estados Unidos, «No Time to Die» debutó y alcanzó el puesto 16 en el Billboard Hot 100. 
La canción ganó el premio Grammy a la Mejor canción escrita para medios visuales en la 63.ª Entrega Anual de los Premios Grammy.

## Antecedentes y lanzamiento
En una entrevista con Zane Lowe para Apple Music, Eilish explicó cómo le ofrecieron hacer el próximo tema de James Bond para con su hermano Finneas O'Connell. El 19 de diciembre de 2019 volaron a Londres para trabajar con Hans Zimmer y su orquesta. Finneas explicó en una entrevista que él y su hermana escribieron y grabaron el nuevo tema musical de James Bond en tres días mientras estaban en un autobús de gira en Texas. Mientras «No Time to Die» todavía estaba en producción, los hermanos se reunieron con la productora Barbara Broccoli, después de realizar un espectáculo en Dublín. Broccoli había volado para encontrarse con Eilish y Finneas. Se les dieron partes del guion y comenzaron a crear el tema. Finneas había intentado originalmente escribir la canción en una guitarra, pero Eilish descartó la idea. Finneas luego encontró un piano en la sala verde de un estadio de Texas y tocó un riff que luego aparecería en la canción. Finneas afirmó que fue útil volver a escuchar los temas anteriores de Bond para asegurarse de que estaban en el camino correcto y no copiaron o recrearon algo que ya se había hecho antes, y agregó que «hay pocas cosas en su carrera que sean tan deseables como hacer una canción de Bond. No aprovechamos la oportunidad a la ligera y trabajamos tan duro como pudimos para demostrarnos a nosotros mismos». Eilish también reveló que el propio Daniel Craig tuvo un papel importante en la investigación.
A Zimmer le gustó su demo y el trío eventualmente se reuniría en persona para comenzar a grabar la canción con una orquesta de 70 personas en los estudios AIR de George Martin. Concluyó diciendo: «Durante, como, un mes, como, medio mes tal vez, estábamos yendo y viniendo con su equipo y con nosotros, como, simplemente hacerlo bien y hacerlo bien y hacerlo bien, pasó por muchas versiones diferentes y luego lo conseguimos, como, todos trabajamos muy duro, Hans fue increíblemente fácil de trabajar. Fue una experiencia de colaboración realmente buena».

## Composición
«No Time to Die» es una balada pop, electropop y R&B. La pista se ejecuta a 74 BPM y está en la clave de mi menor. Tiene una duración de cuatro minutos y tres segundos. Las voces de Eilish abarcan E3 a D5, que incluyen un B4 con belting. Según Roisin O'Connor de The Independent, la canción «presenta elementos clásicos de los temas de Bond más memorables, incluyendo una construcción lenta, un tema oscuro y tembloroso y una orquestación dramática». Cassie Da Costa de The Daily Beast dijo que la canción «comienza con música de piano cambiante y atmosférica antes de que el alto vibrato enunciado pop de Billie se cuele con observaciones depresivas pero vagas sobre el amor, la pérdida y la violencia». La canción presenta arreglos orquestales de Hans Zimmer y Johnny Marr en la guitarra.
Según Sheldon Pearce de Pitchfork, la letra refleja la «traición insinuada en el tráiler de la película y encarna la tensión del espionaje».

## Recepción crítica
Ha recibido críticas mixtas a positivas. Alexis Petridis de The Guardian dio una crítica general positiva, afirmando: «No Time to Die es una adición atractiva y segura al canon del tema de Bond». Chris Willman, escribiendo para Variety, escribió que la pista era uno de los mejores temas de James Bond que se escribieron en los últimos 25 a 30 años. Roisin O'Connor de The Independent declaró que «No Time To Die' es uno de los mejores temas de Bond que hemos tenido en algún tiempo». Alexa Camp de la revista Slant dijo: «la exuberante y oscura pista cinematográfica se alinea con los temas anteriores de 007». Cassie Da Costa de The Daily Beast describió la canción como «no al nivel de Goldfinger de Shirley Bassey o You Only Live Twice de Nancy Sinatra». Agregó que «ciertamente no es lo mejor de Eilish, pero últimamente, el universo Bond se ha satisfecho perfectamente con lo suficientemente bueno».
En junio de 2020, Billboard clasificó a «No Time to Die» como la 22 mejor canción de 2020 hasta el momento.

## Promoción
Se anunció a la cantante como la intérprete de la canción principal de la película número 25 en la franquicia de James Bond en enero de 2020, inicialmente a través de la cuenta oficial de Twitter. Eilish calificó la oportunidad como «un gran honor», y O'Connell dijo que «se sienten tan afortunados de jugar un pequeño papel en una franquicia tan legendaria». El director de No Time to Die, Cary Joji Fukunaga, se describió a sí mismo como un fanático del dúo, y los productores de la película, Michael G. Wilson y Barbara Broccoli, dijeron que la canción está «impecablemente diseñada». En la edición 92 de los Premios de la Academia, Eilish dijo que la balada fue «escrita y "hecha».
Eilish interpretó la canción en vivo por primera vez en los Brit Awards 2020 el 18 de febrero de 2020 junto a Finneas, Zimmer y Marr.

## Video musical
El video musical oficial de «No Time to Die» fue lanzado el 1 de octubre del año 2020. El video fue filmado en un clip en blanco y negro y fue dirigido por Daniel Kleinman, quien ha diseñado cada secuencia de título para la serie James Bond desde 1995, excepto Quantum of Solace en 2008. En lo visual, muestra a Eilish cantando detrás de un micrófono anticuado, mientras mira fijamente a la cámara intercaladas con escenas de la película que muestran al personaje James Bond (Daniel Craig) y Madeleine Swann (Léa Seydoux) en una relación amorosa. Justin Curto, escribiendo para Vulture, menciona que el video tiene «vibraciones de cantante de salón ahumado». Rachel McRady de Entertainment Tonight comentó que estaba claro que «Madeleine traiciona a 007 de alguna manera ya que el video continuamente comparte tomas del agente con desconfianza mientras mira a su amada».

## Créditos y personal
Créditos adaptados de Tidal.
- Billie Eilish: Voz.
- Finneas O'Connell: Producción, bajo, percusión, piano, sintetizador, programación de batería y arreglos vocales.
- Stephen Lipson: Producción y mezcla.
- Johnny Marr: Guitarra.
- Hans Zimmer: Arreglos orquestales.
- Matt Dunkley: Arreglos orquestales.
- Rob Kinelski: Mezcla.
- Casey Cuayo: Ingeniería de mezcla.
- Eli Heisler: Ingeniería de mezcla.
- John Greenham: Masterización.

## Posicionamiento en listas
| Listas (2020)                                 | Mejor posición |
| --------------------------------------------- | -------------- |
| Alemania (Media Control Charts)               | 5              |
| Australia (ARIA)                              | 4              |
| Austria (Ö3 Austria Top 40)                   | 2              |
| Bélgica (Ultratop 50) Flanders                | 3              |
| Bélgica (Ultratop 50) Wallonia                | 42             |
| Canadá (Canadian Hot 100)                     | 11             |
| Dinamarca (Tracklisten)                       | 4              |
| Escocia (Official Charts Company)             | 1              |
| Eslovaquia (Singles Digitál Top 100)          | 1              |
| España (PROMUSICAE)                           | 43             |
| Estados Unidos (Billboard Hot 100)            | 16             |
| Estados Unidos (Hot Rock & Alternative Songs) | 22             |
| Estados Unidos (Rolling Stone Top 100)        | 4              |
| Estonia (Eesti Ekspress)                      | 1              |
| Europa Digital Songs (Billboard)              | 1              |
| Finlandia (Suomen virallinen lista)           | 3              |
| Francia (SNEP)                                | 26             |
| Grecia (International Digital Singles)        | 2              |
| Hong Kong (Metro Radio)                       | 1              |
| Hungría (Single Top 40)                       | 1              |
| Hungría (Stream Top 40)                       | 1              |
| Irlanda (IRMA)                                | 1              |
| Israel (Media Forest)                         | 4              |
| Italia (FIMI)                                 | 25             |
| Japón (Japan Hot 100)                         | 63             |
| Malasia (RIM)                                 | 4              |
| Noruega (VG-lista)                            | 3              |
| Nueva Zelanda (RMNZ)                          | 9              |
| Países Bajos (Dutch Top 40)                   | 15             |
| Países Bajos (Single Top 100)                 | 3              |
| Portugal (AFP)                                | 6              |
| Reino Unido (UK Singles Chart)                | 1              |
| República Checa (Rádio Top 100)               | 99             |
| República Checa (Singles Digitál Top 100)     | 1              |
| Singapur (RIAS)                               | 5              |
| Suecia (Sverigetopplistan)                    | 3              |
| Suiza (Schweizer Hitparade)                   | 2              |

| Listas (2020)                                 | Mejor posición |
| --------------------------------------------- | -------------- |
| Estados Unidos (Hot Rock & Alternative Songs) | 65             |

## Certificaciones
| País (organismo certificador) | Certificación | Unidades certificadas |
| ----------------------------- | ------------- | --------------------- |
| Canadá (Music Canada)         | Oro           | 40 000                |
| Dinamarca (IFPI)              | Oro           | 45 00                 |
| Estados Unidos (RIAA)         | Oro           | 500 000               |
| Noruega (IFPI)                | Oro           | 30 000                |
| Polonia (ZPAV)                | Platino       | 20 000                |
| Portugal (AFP)                | Oro           | 5 000                 |
| Reino Unido (BPI)             | Oro           | 400 000               |

## Historial de lanzamiento
| País        | Fecha                 | Formato                      | Discográfica         | Ref    |
| ----------- | --------------------- | ---------------------------- | -------------------- | ------ |
| Varios      | 14 de febrero de 2020 | Descarga digital y streaming | Darkroom, Interscope | [ 80 ] |
| Australia   | 14 de febrero de 2020 | Contemporary hit radio       | Universal            | [ 81 ] |
| Italia      | 14 de febrero de 2020 | Contemporary hit radio       | Universal            | [ 82 ] |
| Reino Unido | 15 de febrero de 2020 | Contemporary hit radio       | Universal            | [ 83 ] |